# 西藏钩毛蕨
西藏钩毛蕨（学名：Cyclogramma tibetica）为金星蕨科钩毛蕨属下的一个种。

## 扩展阅读
- 維基物種上的相關：西藏钩毛蕨